# أنقليس مرقش عملاق
أنقليس مرقش عملاق (الاسم العلمي: Anguilla marmorata) (بالإنجليزية: Giant mottled eel)‏ هو نوع من الأسماك يتبع جنس الأنقليس من الفصيلة الأنقليسية.